# 余午亭
余午亭（?—?），歙縣人，明朝医学家。
余午亭因堂兄余傅山之影响，研究医学，未尝一日废学。行醫數十載，救人無數，人稱“新安余氏醫學世家”，曾和吳正倫創辦“內科”，有弟子吳昆等。著有《諸症析疑》4卷，為內科之經典作品，另有《余午亭醫案》、《醫宗脈要》等。